# Rivula
Rivula  (лат.) — род бабочек из подсемейства Rivulinae.

## Распространение
Виды этого рода встречаются в Палеарктической, Ориентальной, Австралийской, Эфиопской и Неарктической областях.

## Описание
В гениталиях самца ункус хорошо развит, вальвы нерасчленённые, саккулус редуцирован, эдеагус широкий. Гениталии самки: проток копулятивной сумки воронковидный, короткий, корпус обычно вытянут, в полярной трети резко расширен, с немногочисленными крупными коринутосами.

## Систематика
В составе рода:
- Rivula aenictopis Turner, 1908
- Rivula aequalis Walker, 1863
- Rivula albistriga Hampson, 1893
- Rivula albolividalis Schille, 1926
- Rivula anaemica Hampson, 1926
- Rivula anapsida Joannis, 1929
- Rivula apsidiphora Joannis, 1929
- Rivula arizanensis Wileman, 1916